# Leptogaster lambertoni
Leptogaster lambertoni là một loài ruồi trong họ Asilidae. Leptogaster lambertoni được Bromley miêu tả năm 1942. Loài này phân bố ở vùng nhiệt đới châu Phi.